# Anton Bovier
Anton Bovier (Obersuhl, 13 de dezembro de 1957) é um matemático e físico alemão. Foi palestrante convidado do Congresso Internacional de Matemáticos em Madrid (2006 - Metastability: A potential theoretic approach).

## Publicações selecionadas
- com Frank den Hollander: Metastability, Grundlehren der mathematischen Wissenschaften 345, Springer 2015
- Gaussian Processes on Trees. From Spin Glasses to Branching Brownian Motion, Cambridge UP 2016
- Statistical mechanics of disordered system. A mathematical perspective, Cambridge UP 2006
- Mean field spin glasses and neural networks, in: Francoise, Naber, Tsun (Hrsg.), Encyclopedia of Mathematical Physics, Elsevier 2006
- Editor com Erwin Bolthausen: Spin glasses. Lecture Notes In Mathematics 1900, Springer 2006
- Editor com F. Dunlop, A.C.D. van Enter, F. den Hollander, J. Dalibard: Mathematical Statistical Mechanics. Proceedings of the 83rd Les Houches Summer School, Juli 2005, Elsevier 2006